# Greta enigma
Greta enigma är en fjärilsart som beskrevs av Richard Haensch 1905. Greta enigma ingår i släktet Greta och familjen praktfjärilar. Inga underarter finns listade i Catalogue of Life.

## Bildgalleri

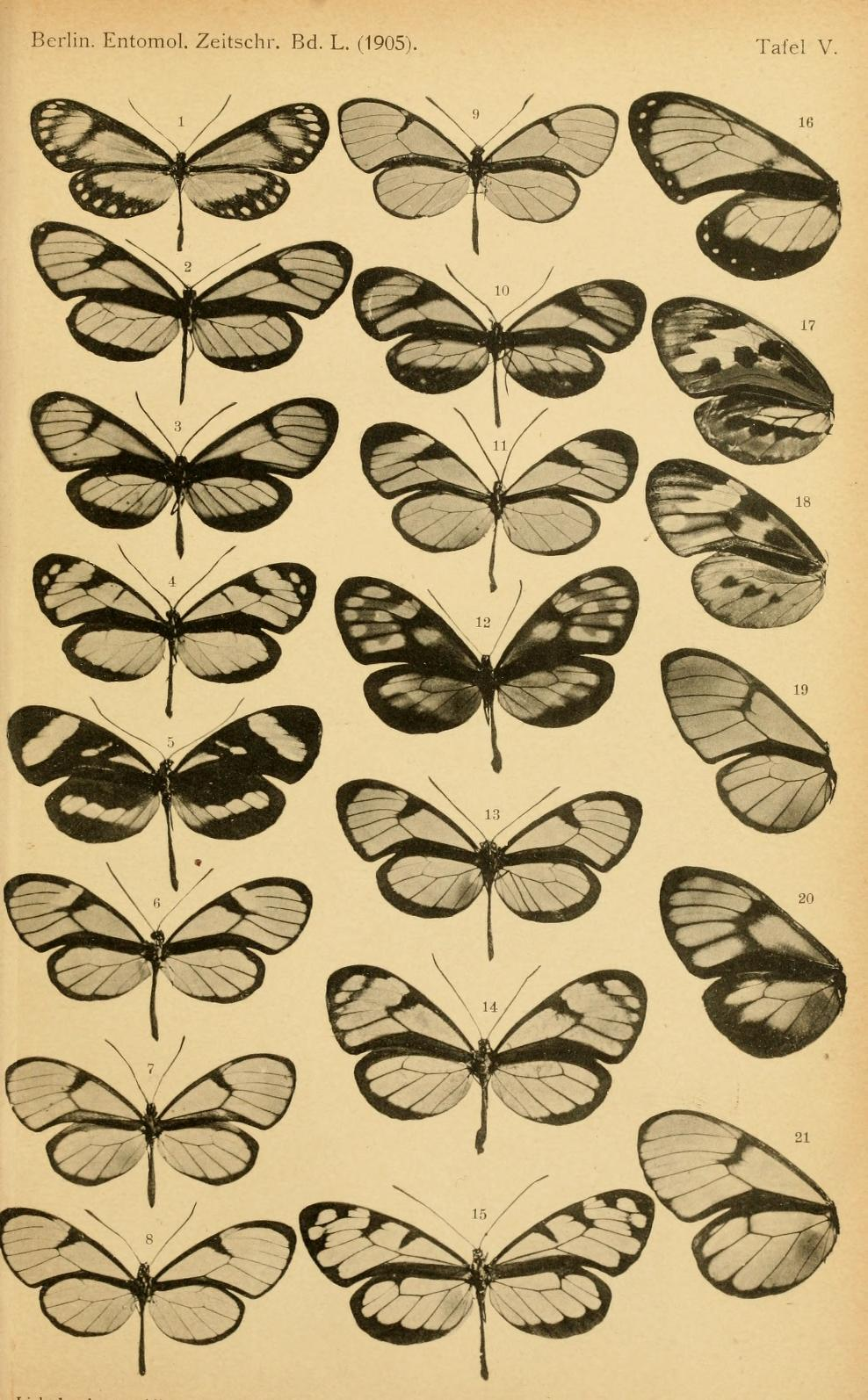